# World Games 2017/Teilnehmer (Vietnam)
| Gelbes Symbol für Goldmedaillen mit stilisierten Olympischen Ringen | Graues Symbol für Silbermedaillen mit stilisierten Olympischen Ringen | Braundes Symbol für Bronzemedaillen mit stilisierten Olympischen Ringen |
| ------------------------------------------------------------------- | --------------------------------------------------------------------- | ----------------------------------------------------------------------- |
| 1                                                                   | —                                                                     | —                                                                       |

Vietnam nahmen in Breslau an den World Games 2017 teil. Die Delegation bestand aus 3 Athleten und 3 Athletinnen.

## Teilnehmer nach Sportarten

### Billard
| Athleten         | Wettbewerb | Achtelfinale    | Achtelfinale | Viertelfinale | Viertelfinale | Halbfinale    | Halbfinale    | Finale / Platz 3 | Finale / Platz 3 | Rang          |
| Athleten         | Wettbewerb | Gegner          | Ergebnis     | Gegner        | Ergebnis      | Gegner        | Ergebnis      | Gegner           | Ergebnis         | Rang          |
| ---------------- | ---------- | --------------- | ------------ | ------------- | ------------- | ------------- | ------------- | ---------------- | ---------------- | ------------- |
| Männer           |            |                 |              |               |               |               |               |                  |                  |               |
| Quyet Chien Tran | Dreiband   | Huberney Catano | 40:18        | Sameh Sidhom  | 36:40         | ausgeschieden | ausgeschieden | ausgeschieden    | ausgeschieden    | ausgeschieden |

### Flossenschwimmen
| Männer           |       |         |   |   |
| Thanh Loc Nguyen | 100 m | 16,39 s | 7 | 7 |

### Jiu Jitsu
| Frauen                             |     |             |           |           |         |               |               |               |               |               |               |               |
| Dao Thi Nhu Quynh Dao le Thu Trang | Duo | Deutschland | 76,5:87,5 | Slowenien | 73,5:86 | ausgeschieden | ausgeschieden | ausgeschieden | ausgeschieden | ausgeschieden | ausgeschieden | ausgeschieden |

### Muay Thai
| Männer     |         |               |       |                     |               |               |               |               |               |
| van Dai Vo | 63,5 kg | Ali Zarinfar  | 27:30 | ausgeschieden       | ausgeschieden | ausgeschieden | ausgeschieden | ausgeschieden | ausgeschieden |
| Frauen     |         |               |       |                     |               |               |               |               |               |
| Bui Li Yen | 51 kg   | Atenea Flores | 30:27 | Gabriela Kuzawinska | 30:27         | Apasara Koson | 30:27         | Gold          |               |